# The Very Best of Supertramp 2
The Very Best of Supertramp 2 es un álbum recopilatorio del grupo británico Supertramp, publicado por la compañía discográfica A&M Records en 1992.
El álbum, publicado dos años después del volumen anterior, recopiló canciones de los cinco principales trabajos del grupo: Crime of the Century, Crisis? What Crisis?, Even in the Quietest Moments, Breakfast in America y ...Famous Last Words..., así como el tema que da título al álbum Free as a Bird, publicado después de la marcha de Roger Hodgson en 1983. A diferencia de su predecesor, The Very Best of Supertramp 2 recoge canciones menos conocidas del grupo, de las cuales solo cinco fueron publicadas como sencillos y obtuvieron un éxito inferior a los presentes en The Very Best of Supertramp.
De forma similar, The Very Best of Supertramp obtuvo un éxito comercial inferior a recopilatorios anteriores de Supertramp y solo entró en las listas de discos más vendidos de Alemania, Noruega, Países Bajos, Suecia y Suiza. Además, fue certificado disco de oro en Francia y Canadá.

## Lista de canciones
Todas las canciones escritas y compuestas por Rick Davies y Roger Hodgson excepto donde se anota. 
| N.º | Título                         | Álbum original               | Duración |  |
| 1.  | «Lady»                         | Crisis? What Crisis?         | 5:24     |  |
| 2.  | «Oh Darling»                   | Breakfast in America         | 4:01     |  |
| 3.  | «Even in the Quietest Moments» | Even in the Quietest Moments | 6:39     |  |
| 4.  | «Waiting So Long»              | Famous Last Words            | 6:32     |  |
| 5.  | «Babaji»                       | Even in the Quietest Moments | 4:49     |  |
| 6.  | «Gone Hollywood»               | Breakfast in America         | 5:14     |  |
| 7.  | «If Everyone Was Listening»    | Crime of the Century         | 4:01     |  |
| 8.  | «Just Another Nervous Wreck»   | Breakfast in America         | 4:22     |  |
| 9.  | «Don't Leave Me Now»           | Famous Last Words            | 6:25     |  |
| 10. | «My Kind of Lady»              | Famous Last Words            | 5:12     |  |
| 11. | «A Soapbox Opera»              | Crisis? What Crisis?         | 4:50     |  |
| 12. | «Downstream»                   | Even in the Quietest Moments | 4:00     |  |
| 13. | «Fool's Overture»              | Even in the Quietest Moments | 10:51    |  |
| 14. | «Free as a Bird» (Rick Davies) | Free as a Bird               | 4:20     |  |

## Personal
Supertramp
- Bob Siebenberg: batería y percusión.
- Roger Hodgson: voz, guitarra y piano.
- John Helliwell: saxofón, clarinete y coros.
- Dougie Thomson: bajo.
- Rick Davies: teclados, armónica y voz.

Invitados
- Claire Diament: coros (en «Don't Leave Me Now»)
- Mark Hart: guitarra y teclado (en «Free as a Bird»)
- Marty Walsh: guitarra (en «Free as a Bird»)
- Linda Foot, Lise Miller, Evan Rogers, Karyn White: coros (en «Free as a Bird»)

## Posición en listas
| País         | Lista                           | Posición |
| ------------ | ------------------------------- | -------- |
| Alemania     | West German Media Control Chart | 63       |
| Países Bajos | Dutch Albums Chart              | 67       |
| Suecia       | Swedish Albums Chart            | 14       |

## Certificaciones
| País    | Organismo certificador | Certificación | Ventas certificadas | Ref.  |
| ------- | ---------------------- | ------------- | ------------------- | ----- |
| Francia | SNEP                   | Oro           | 100 000             | [ 4 ] |
| Canadá  | CRIA                   | Oro           | 100 000             | [ 3 ] |